# Bihari József
Bihari József (Nagyajta, 1901. január 14. – Budapest, 1981. február 25.) kétszeres Kossuth-díjas magyar színész.

## Életpályája
Vasúti tisztviselő volt Erdélyben, majd Magyarországra települése után munkásként, később könyvelőként dolgozott.
Az Országos Színészegyesület Színészképző Iskoláját 1928-ban végezte el, és az Országos Művész Színház tagjává vált. A társulat Szentiványi Béla irányításával irodalmi értékű műveket mutatott be a vidéki közönségnek (Ibsen, Pirandello, Goethe stb.).
1935-ben a Vígszínház szerződtette, majd 1945-ben átszerződött a Nemzeti Színházba, és itt is fejezte be karrierjét 1965-ben történt nyugdíjazásakor. Ezután már csak ritkán lépett föl.
Egyszerű, megfontolt alakítások, belső szenvedélyek hiteles, művészi megjelenítése volt jellemző Biharira. Ironikus, fanyar humorú művész volt, aki szülőhazájából tiszta, szép és ízes beszédet hozott magával, ennek előnyeit a színpadon is képes volt érvényesíteni. Egyszerű származású figurákat, népies epizódszerepeket alakított, amely szerepeket nem is alakította, hanem teljességgel átélte. Átható tekintetével, metakommunikációjával szavakba nem önthető belső konfliktusokat érzékeltetett.
Katona József Bánk bánjában Tiborc szerepének megformálását a mai napig történeti jelentőségűnek értékelik, tanítják a főiskolán. Legemlékezetesebb filmszerepei közé tartozik a Szőts István-rendezte Emberek a havason Ütő Mártonja és Veréb Jani megformálása a Szakadék c. filmekben.

## Emlékezete
1981-ben a Magyar Televízió portréfilmet készített róla.
A IX. kerületben található Nemzeti Színház bejárata mellett elhelyezett domborművek közül az egyik Bihari József arcképét örökíti meg.

Bihari József emlékplakettje Nagyajtán a kultúrotthon falán

## Színpadi szerepei
- Ujlaki Bálint (Kós Károly: Budai Nagy Antal)
- Bubnov (Gorkij: Éjjeli menedékhely)
- Stogumber (Shaw: Szent Johanna)
- Wolff (Gerhart Hauptmann: A bunda)
- Orrondi (Shakespeare: Szentivánéji álom)
- Varga Antal (Háy Gyula: Az élet hídja)
- Józsa Mihály (Illyés Gyula: Fáklyaláng)
- Tiborc (Katona József: Bánk bán)
- Menyus (Illyés Gyula: Dózsa György)
- Czabuk Lajos (Darvas József: Kormos ég)
- Bencsik Antal (Darvas József: Hajnali tűz)
- Bolyai Antal (Németh László: A két Bolyai)
- Pásztor (Szophoklész: Oidipusz király)
- Bryant (Arnold Wesker: Gyökerek)

## Filmjei

### Játékfilmek
- Szent Péter esernyője (1935) – Férfi (Bihary József nevén)
- Az aranyember (1936) – Galambos, halászmester
- A férfi mind őrült (1937) – Teremőr (Bihary József nevén)
- Az én lányom nem olyan (1937) – Tűzoltó
- A falu rossza (1937) – Jóska, Feledi bérese
- Te csak pipálj, Ladányi! (1937) – Pókai Péter, ispán
- A leányvári boszorkány (1938) – Palkó (Bihary József nevén)
- Bors István (1938) – János
- Nehéz apának lenni (1938)
- Magyar Feltámadás (1938)
- Uz Bence (1938) – Marci bácsi (Bihary József nevén)
- A miniszter barátja (1939) (Bihary József nevén)
- Fűszer és csemege (1939) – Intéző (Bihary József nevén)
- Halálos tavasz (1939) – Mák Pista, jegyző (Bihary József nevén)
- Párbaj semmiért (1939) – Balázs
- Toprini nász (1939) – Ispán (Bihary József nevén)
- Erdélyi kastély (1940)
- Hazajáró lélek (1940) – Postás
- Vissza az úton (1940) (Bihary József nevén)
- Zárt tárgyalás (1940) – Ács, gyilkosság vádlottja (Bihary József nevén)
- Tokaji aszú (1940) – Gergő bácsi, vincellér
- A harmincadik (1941) – Bohus, vegyész (Bihary József nevén)
- A beszélő köntös (1941) – Pintyő (Bihary József nevén)
- András (1941) (Bihary József nevén)
- Európa nem válaszol (1941)
- Ma, tegnap, holnap (1941)
- 5-ös számú őrház (1942) – Kasza Péter
- Emberek a havason (1942) – Üdő Márton
- Enyém vagy (1942) – Orvos (Bihary József nevén)
- Üzenet a Volga-partról (1942) – Tanító úr (Bihary József nevén)
- Machita (1943) – Török, művezető (Bihary József nevén)
- Majális (1943)
- Nemes Rózsa (1943) – Paprugó Vendel (Bihary József nevén)
- Sári bíró (1943) – Varnyu
- Második Magyar Kívánsághangverseny (1944)
- A tanítónő (1945)
- Madách: Egy ember tragédiája (1946) – Paraszt
- Ének a búzamezőkről (1947) – Mátyás, Etel apja (Bihary József nevén)
- Mezei próféta (1947) – Nikita szomszéd
- Zöld – Sárga – Piros (1948)
- Ludas Matyi (1949)
- Úri muri (1949) – A csurgaiak vezetője
- Dalolva szép az élet (1950) – Berta bácsi
- Felszabadult föld (1950) (Bihary József nevén)
- Különös házasság (1950) – Csősz
- Gyarmat a föld alatt (1951) – Barla, mérnök
- Tűzkeresztség (1951)
- Vihar (1951) – Gilicze Péter
- Tűzkeresztség (1951) – Köröm Sándor, a szövetkezet elnöke
- Erkel (1952) – Öreg paraszt
- A város alatt (1953) – Holló
- Föltámadott a tenger 1-2. (1953) – Hajdu Gyurka apja
- Hintónjáró szerelem (1954) – Majsa Bertalan
- Az élet hídja (1955)
- Melyiket a kilenc közül? (1956) – János mester
- Szakadék (1956) – Veréb Jani bácsi
- Tanár úr, kérem… (1956) – Fröhlich
- Ház a sziklák alatt (1958) – Öreg Kós
- A harminckilences dandár (1959) – Korbély János
- Akiket a pacsirta elkísér (1959) – Süle (Bihary József nevén)
- Gyalog a mennyországba (1959) – Professzor
- Szerelem csütörtök (1959)
- Szombattól hétfőig (1959) – Eke bácsi
- Három csillag (1960) – Pap
- Légy jó mindhalálig (1960) – Názó
- Virrad (1960) – Gerendás
- Amíg holnap lesz (1961) – Sándor bácsi
- Katonazene (1961) (Bihary József nevén)
- Egyiptomi történet (1962) – Hajószakács
- Lopott boldogság (1962) – Igazgató
- Húsz óra (1965) – Cuha András
- Keresztelő (1967) – Iski kántortanító
- Lássátok feleim (1967) – Apa osztályfőnöke
- Feldobott kő (1968) – Balázs nagyapja
- Kincskereső kisködmön (1972) – Küsmödi (Bihary József nevén)
- Romantika (1972) – Áron mester
- Szarvassá vált fiúk  (1973) (újraforgatva: 1974) – Géza apja
- Árvácska (1975) – János Csomor (Bihary József nevén)
- Az idők kezdetén (1975)
- Ballagó idő (1975) – Máté bácsi
- Teketória (1976) – Nagyapa
- Magyarok (1977) – Utolsó magyar az álomjelenetben
- A ménesgazda (1978)
- Színes tintákról álmodom (1979) – Értékelő
- Circus Maximus (1980) – Fuvarosgazda
- Cserepek (1980) – András apja

### Tévéfilmek, televíziós sorozatok
- Rózsa Sándor 1-12. (1971) – Kiss Gábriás
- Felhőfejes (1972)
- Kínai kancsó (1974) – József József, belvárosi régiségkereskedő
- Kisember születik (1975) – Nagyapa
- Megtörtént bűnügyek 6-8. (1977) – Kós bácsi, Jani nagyapja
- Anyám könnyű álmot ígért (1979) (Bihary József nevén)
- Cserepek az aszfalton (1980)

### Rajzfilmek
- Két bors ökröcske (1955) – Mesemondó / Öregember (hang)
- Okos lány (1955) – Öreg király (hang)

## Hangjátékok
- Bibó Lajos: A csodadoktor (1936)
- Farkass Jenő: A gyermek (1941)
- Tamási Áron: Vitéz lélek (1941)
- Bakó József: Ezerhold (1946)
- Hauptmann: A bunda (1946)
- Maxim Gorkij: Mint a gyerekek (1946)
- Tamási Áron: Énekesmadár (1946)
- Tamási Áron: Hullámzó vőlegény (1947)
- Tamási Áron: Tündöklő Jeromos (1947)
- Eötvös József: Magyarország 1514-ben (1948)
- Mihail Sadoveanu: A fejsze (1948)
- Alexej Tolsztoj: A vörös kakas (1949)
- Lev Tolsztoj: A sötétség hatalma (1950)
- Karinthy Ferenc: Kőművesek (1951)
- Bárány Tamás: Vasból való vár (1952)
- Baróti Géza: Forró föld (1952)
- Halász Péter: 800 csille szén (1952)
- Vészi Endre: A vashuta emberei (1952)
- Bárdos lászló: Kállai kettős (1953)
- Katona József: Bánk bán (1955)
- Gergely Sándor: Pereg a dob (1960)
- Dévényi Róbert-Lóránd Lajos: 66 óra (1961)
- Móra Ferenc: Ének a búzamezőkről (1961)
- Vészi Endre: A Piros Oroszlán (1962) – Útkaparó
- Hauptmann: A bunda (1962)
- Jókai Mór: A kőszívű ember fiai (1962)
- Mauriac, Francois: Viperafészek (1962)
- Mikszáth Kálmán: Lapaj a híres dudás (1962)
- Friedrich Schiller: Ármány és szerelem (1963)
- Tamási Áron: Énekes madár (1963)
- Hawthorne: Skarlát betű (1964)
- Raggamby András: A bicska (1964)
- Vészi Endre: Statisztika (1964)
- Németh László: Eklézsia-megkövetés (1965)
- Schneider, Rolf: A harmadik keresztesháború (1965)
- Sós György: Köznapi legenda (1965)
- Illyés Gyula: Lélekbúvár (1966)
- Szergej Zaligin: Az Irtis mentén (1966)
- Balogh László: Fekete tó, fekete ég (1967)
- Darvas József: Harangos kút (1967)
- Solohov, Mihail: Csendes Don (1967)
- Hegedűs Géza: A veszedelem poétája (1968)
- Karikás Frigyes: Mindenféle emberek (1968)
- Kozmac-Mejak: Tantadruj (1968)
- Homérosz: Odüsszeia (1970)
- Németh László: II. József (1970)
- Áprily Lajos: Idahegyi pásztorok (1971)
- Hegedűs Géza: Szemiramisz szerelme (1971)
- Nagy Lajos: Három boltoskisasszony (1971)
- Németh László: Gyász (1971)
- Theodor Weissenborn: Hősi példa (1971)
- Történet a szerelemről és a halálról (1971) – Harmadik remete
- Gogol: A szorocsinci vásár (1972)
- Áprily Lajos: Álom a vár alatt (1974)
- Borchert, Wolfgang: Az ajtón kívül (1975)
- Galgóczi Erzsébet: Nyári gyakorlat (1975)
- Hegedűs géza: Istennők szerelme, avagy a kivétel is törvény (1975)
- Hubay Miklós: Tüzet viszek (1975) – Az öreg kürtös[4]
- Jókai Mór: Az új földesúr (1975)
- Mocsár Gábor: Riasztólövés (1975)
- Szaltikov-Scserdin: Juduska (1975)
- Király László: Kék farkasok (1976)
- Sütő András: Kék álhalál (1976)
- Eötvös József: Éljen az egyenlőség (1977)
- Bözödi György: Nyugtalan pásztorok (1978)
- Erich Knight: Gyere haza, Lassie! (1978)
- Lendvay György: Holnap kupaszerda (1980)
- Csemer Géza: Forintos doktor (1982)

## Díjai
- Kossuth-díj (1951, 1953)
- Érdemes művész (1952)
- Kiváló művész (1953)
- Magyar Filmkritikusok Díja – Legjobb férfi alakítás díja (1976)